# Peter Deming
Peter Deming, A.S.C. (nascido: 13 de dezembro de 1957) é um diretor de fotografia americano, vencedor do Independent Spirit Awards de Melhor Cinematografia. Ele é conhecido por suas colaborações com cineastas como Sam Raimi, David Lynch e Wes Craven.

## Filmografia
- Hollywood Shuffle (1987)
- Evil Dead II (1987)
- It Takes Two (1988)
- House Party (1990)
- Martians Go Home (1990)
- Book of Love (1990)
- Drop Dead Fred (1991)
- My Cousin Vinny (1992)
- Son in Law (1993)
- Loaded Weapon 1 (1993)
- Joe's Apartment (1996)
- Lost Highway (1997)
- Austin Powers: International Man of Mystery (1997)
- Scream 2 (1997)
- Music of the Heart (1999)
- Mystery, Alaska (1999)
- Scream 3 (2000)
- If These Walls Could Talk 2 (2000)
- Mulholland Drive (2001)
- From Hell (2001)
- Austin Powers in Goldmember (2002)
- People I Know (2003)
- Twisted (2004)
- I Heart Huckabees (2004)
- The Jacket (2005)
- Rumor Has It... (2005)
- Married Life (2007)
- Lucky You (2007)
- Drag Me to Hell (2009)
- Last Night (2010)
- Scream 4 (2011)
- The Cabin in the Woods (2012)
- Oz the Great and Powerful (2013)
- Now You See Me 2 (2016)
- Twin Peaks (2017)
- The New Mutants (2020)